# وزارة محمد سعيد باشا الثانية
وزارة محمد سعيد باشا الثانية هي الوزارة الخامسة والعشرون في مصر، صدر الأمر السلطاني بتشكيلها في 20 مايو 1919.

## أعضاء الحكومة
| الوزارة               | الوزير                                                   | تعديلات يونيو 1919 |
| --------------------- | -------------------------------------------------------- | ------------------ |
| رئيس مجلس الوزراء     | محمد سعيد باشا                                           |                    |
| وزير الداخلية         | محمد سعيد باشا (إلى جانب منصبه رئيسًا لمجلس الوزراء)      |                    |
| وزير الحقانية         | أحمد ذو الفقار باشا                                      |                    |
| وزير المالية          | يوسف وهبة باشا                                           |                    |
| وزير الأشغال العمومية | إسماعيل سري باشا                                         |                    |
| وزير الحربية والبحرية | إسماعيل سري باشا (إلى جانب منصبه وزيرًا للأشغال العمومية) |                    |
| وزير المعارف العمومية | أحمد زيور باشا                                           | أحمد طلعت باشا     |
| وزير الأوقاف          | محمد توفيق نسيم بك                                       |                    |
| وزير الزراعة          | عبد الرحيم صبري باشا                                     |                    |
| وزير المواصلات        |                                                          | أحمد زيور باشا     |

## تعديلات
- في يونيو 1919 أسندت وزارة المعارف العمومية إلى أحمد طلعت باشا وأنشئت وزارة المواصلات وعين لها أحمد زيور باشا.

## وصلات داخلية
- قائمة رؤساء مجلس وزراء مصر